# Robert F. O’Toole
Robert F. O’Toole SJ, auch Bob O’Toole, (* 20. Juni 1936 in Overland (Missouri), USA) ist ein US-amerikanischer Theologe, Professor und Rektor des Päpstlichen Bibelinstituts von 1996 bis 2002.

## Leben
Robert F. O’Toole trat am 8. August 1954 der Ordensgemeinschaft der Gesellschaft Jesu bei. Nach Studien in Philosophie (B.A. 1960 / Ph.L. 1961) und in Klassischen Sprachen (M.A. 1961) an der St. Louis University war er von 1961 bis 1964 Lehrer für Latein am St. John’s College in Belize. Nach weiteren wissenschaftlichen Studien in „Sacred Theology“ (S.T.L. 1968) und Biblischer Exegese (S.S.L. 1970) an der St. Louis University und dem Päpstlichen Bibelinstitut wurde er 1975 am Päpstlichen Bibelinstitut in Rom bei Carlo Maria Martini mit summa cum laude promoviert. Von 1972 bis 1974 lehrte er am römischen „Centro Universitario Regina Mundi“, anschließend als Assistenzprofessor für Theologie an der St. Louis University, von 1977 bis 1984 Außerordentlicher Professor, von 1984 bis 1987 ordentlicher Professor. Zudem engagierte er sich als Direktor des Graduiertenprogramms in Theologie, als Direktor des Institutes für Biblische Sprachen und Literatur sowie als Dekan der theologischen Fakultät.
1991 wechselte er an das Päpstliche Bibelinstitut (PIB) in Rom und war dort Vizerektor (1993–1996) und Rektor (1996–2002), zudem Superior der jesuitischen Gemeinschaft. Seit 2003 ist er Präsident der Stiftung der Päpstlichen Universität Gregoriana.

## Schriften
- Acts 26. The Christological climax of Paul’s defense (Ac 22 : 1-26 : 32). Biblical Institute Print, Rom 1978 (zugl. Dissertation, Universität St. Louis).
- The Unity of Luke’s Theology. An Analysis of Luke-Acts. Michael Glazier, Wilmington, Del. 1984, ISBN 0-89453-438-6 (Good News studies; 9).
- Who Is a Christian? A Study in Pauline Ethics. Liturgical Print, Collegeville, Minn. 1990, ISBN 0-8146-5678-1.
- Luke’s Presentation of Jesus. A Christology. Biblical Institute Print, Wilmington, Del. 2004, ISBN 88-7653-625-6.